# Моногатари
Моногатари (яп. 物語) — японская классическая повесть, роман в традиционной японской прозе, расширенное повествование, сравнимое с эпопеей, собрания японских новелл, содержащих в тексте элементы поэзии. Обширное определение «моногатари» делает сам термин условным и не связывает его с каким-то отдельным литературным жанром. Моногатари тесно соприкасается с аспектами устной традиции и почти всегда включает вымышленные или беллетризированные сюжеты, даже тогда, когда пересказывает исторические события. Многие великие произведения японской беллетристики, такие как Повесть о доме Тайра и Повесть о Гэндзи, относятся к моногатари.

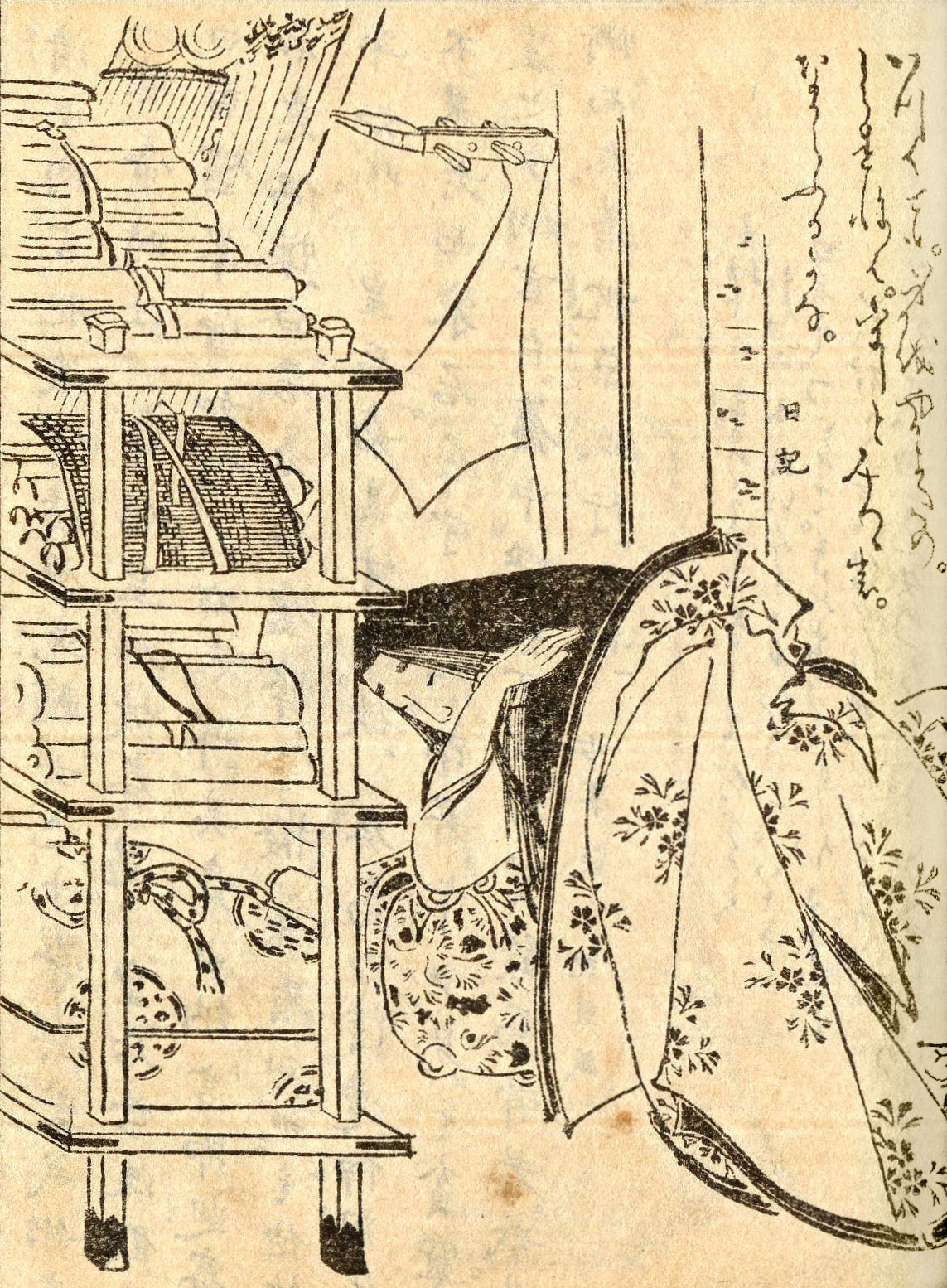
Автор Гэндзи-моногатари, писательница Мурасаки Сикибу.

Моногатари делятся на героико-эпические, реалистические, лирические и другие.
Моногатари занимает видное место в литературе Японии с IX по XV столетия, достигнув своего пика между X и XI веками. Согласно Фуё Вакасю (1271), в XIII веке существовали по меньшей мере 198 моногатари. Из них до настоящего времени сохранилось около сорока.
Когда позднее японцы познакомились с европейской и другой зарубежной литературой, то термин «моногатари» стал использоваться в японских названиях иностранных произведений аналогичного характера. Например, «Повесть о двух городах» известна как Нито-моногатари (яп. 二都物語), «Тысяча и одна ночь» — как Сэнъития-моногатари (яп. 千一夜物語), а относительно недавний «Властелин колец» — как Юбива-моногатари (яп. 指輪物語).
В самом знаменитом моногатари «Повесть о Гэндзи» автор повести Мурасаки Сикибу так пишет о том, что такое моногатари:
Это запись того, что произошло в мире от века богов до наших дней. Моногатари показывают жизнь со всех сторон, во всех подробностях. Однако это не значит описывать всё как есть на самом деле. Моногатари появляются тогда, когда, насмотревшись и наслушавшись плохого и хорошего о делах человеческих, не могут дольше хранить это в своём сердце. Тогда и рождается желание поведать об этом потомкам. Естественно, о хорошем в моногатари рассказывают как о хорошем, но и плохое поражает автора не меньше, и он начинает рассказывать о плохом, ибо и плохое и хорошее — всё это дела нашего, а не другого мира. Конечно, в Китае пишут иначе, и в нашей стране ныне пишут не так, как писали раньше. Пишут о серьёзных вещах и о несерьёзных, и это даёт кое-кому основание называть моногатари пустой выдумкой. И в словах Будды есть неистинные слова, что даёт повод недалёким людям сомневаться в его учении. Цель истинных и неистинных слов — одна. Разница между истиной и не истиной в учении Будды такова же, как между добром и злом в моногатари. Ничто в учении Будды не лишено смысла, и нет ничего ненужного в моногатари.